# Clifford Bricker
Clifford Bricker, född 23 april 1904, död 20 september 1980, var en friidrottare från Kanada. Han deltog vid olympiska sommarspelen 1928 och olympiska sommarspelen 1932.